# Lucie Florková
Lucie Florková (ur. 29 kwietnia 1990 w Blansko, Czechosłowacja) – czeska piłkarka, grająca na pozycji napastnika, reprezentantka Czech.

## Kariera piłkarska

### Kariera klubowa
Wychowanka klubów TJ Sokol Ostrov u Macochy, Lokomotiva Horní Heršpice i 1. FC Brno. W 2009 rozpoczęła karierę piłkarską w drużynie z Brna. 10 sierpnia 2012 podpisała kontrakt z austriackim SV Horn, w którym grała do 10 sierpnia 2012. Potem zasiliła skład drugoligowej drużyny ABC Braník, w której zakończyła karierę w 2021 roku.

### Kariera reprezentacyjna
25 października 2008 roku zadebiutowała w czeskiej kadrze narodowej w przegranym 0:1 meczu kwalifikacyjnym do Euro-2009 z Włoszkami. Od 2007 do 2008 broniła barw juniorskiej reprezentacji Czech U-19. 22 marca 2009 roku rozegrała swój ostatni mecz w kadrze. Łącznie ma 4 występy reprezentacyjne.